# Підгірне (Львівський район)
Підгі́рне (до 1946 року - Унтерберген) — село в Україні, в Львівському районі Львівської області. Населення становить 462 особи. Орган місцевого самоврядування — Підберізцівська сільська рада.
У 1785—1940 роках — німецьке поселення (колонія) Унтерберґен (нім. Unterbergen).

## Географія
У північно-східній частині села розташована ботанічна пам'ятка природи — Три вікові дуби Б. Хмельницького.

## Населення
За даними всеукраїнського перепису населення 2001 року, в селі мешкало 462 особи. Мовний склад села був таким:
| Мова       | Число ос. | Відсоток |
| ---------- | --------- | -------- |
| українська | 454       | 98,27    |
| російська  | 7         | 1,52     |
| білоруська | 1         | 0,21     |

## Церкви
- храм Покрови Пресвятої Богородиці (ПЦУ).  Належить до Пустомитівського деканату, Львівської єпархії ПЦУ.
- храм Покрови Пресвятої Богородиці (УГКЦ). 26 листопада 2017 року Високопреосвященний владика Ігор, Архієпископ і Митрополит Львівський, звершив Чин освячення новозбудованого мурованого храму Покрову Пресвятої Богородиці і його престолу у селі Підгірне.[3]